# Dubianella
Dubianella är ett släkte av skalbaggar. Dubianella ingår i familjen långhorningar.
Kladogram enligt Catalogue of Life:
| Dubianella | \| \| Dubianella chrysogaster \| \| \| \| \| \| Dubianella podanyi \| \| \| \| |
|            | \| \| Dubianella chrysogaster \| \| \| \| \| \| Dubianella podanyi \| \| \| \| |
|            | Dubianella chrysogaster                                                        |
|            |                                                                                |
|            | Dubianella podanyi                                                             |
|            |                                                                                |